# Рісорджименто

Об'єднання Італії у 1829—1871

Рисорджименто (італ. il Risorgimento італійською: [risordʒiˈmento] — «відродження», «оновлення», також відоме як Об'єднання Італії (Unità d'Italia, італійською: [uniˈta ddiˈtaːlja])) — історіографічний термін, що означає період боротьби за політичне об'єднання Італії.

## Термін
Спочатку слово вживалось за аналогією з Il Rinascimento (Епоха відродження) та використовувалось виключно в культурно-літературному контексті. І лише надалі за посередництва Вітторіо Альф'єрі (1749—1803) його значення стало поступово розширюватись у бік припустимого об'єднання Італії у політичному, культурному й національному плані.

## Ідеологія
Ідеологічні передумови Рисорджименто досить різноманітні: це й просвітницькі, і ліберальні ідеї, романтично-націоналістичні, республіканські, соціалістичні або антиклерикальні, світські та церковні. Експансіоністські амбіції Савойського дому поєднувались із антиавстрійськими настроями.
Чималу роль відігравала й національна ідея. Вона була доволі своєрідною: Франко Вальсеккі у своїй роботі про Рісорджименто в контексті європейського націоналізму бачить в основі націоналізму італійського деякі первинні концепції: ідеалістичну — Джузеппе Мадзіні, релігійну — Джоберті, раціоналістичну — Каттанео, реалістичну — Дурандо. Всі вони лягли в основу розробки Романьозі, який поєднав національну ідею та принцип легітимності, розробивши концепцію етнікархії. Нація для нього — це населення, якому природою задано деяку географічну та духовну єдність. Таким чином, разом з Манчіні, який у своїх лекціях підкреслював безсмертя національної держави, що базується на безсмерті національної ідеї, вони сформували уявлення про юридичну роздрібненість Італії як про явище суто тимчасове, у той час як в реальності справжня держава — національна.

## Хронологія
- 1820 — початок повстання у Неаполітанському королівстві, придушеного у підсумку австрійською інтервенцією;
- 1821 — повстання поширюються на П'ємонт за ініціативою таємного товариства під керівництвом Санта-Роза і Федеріко Конфалоньєрі; повстання також було придушено австрійцями;
- 1831 — австрійці придушують ще одне повстання — у герцогстві Пармському. Джузеппе Мадзіні засновує у Марселі «Молоду Італію», патріотичний рух, що боровся за об'єднання Італії та включення її до європейського контексту.
- 1833 — невдала спроба «Молодої Італії» підняти повстання у Генуї.
- 1848-1849 — «П'ять днів Мілана» й Перша війна з Австрією за незалежність, що завершилась невдало (перемир'я у Віньялі та Міланська мирна угода), однак відіграла важливу роль у розвитку та розповсюдженні патріотичних настроїв.
- Червень-липень 1857 — експедиція Карло Пізакане: невдала спроба підняти повстання у Неаполітанському королівстві.
- 1859-1860 — Друга війна за незалежність, внаслідок якої відбувається об'єднання Сардинського королівства з Ломбардією, Тосканою, Романьєю, Пармою та Моденою, у яких пройшло всенародне голосування. Висадка Джузеппе Гарібальді в Сицилії та об'єднання із Сардинією Королівства обох Сицилій.
- 17 березня 1861 — новий парламент проголошує Італійське королівство на чолі з Віктором Еммануїлом II.
- Серпень 1862 — перший похід Гарібальді на Рим.
- 1866 — Третя війна за незалежність в союзі з Пруссією (див. австро-прусська війна), в ході якої до Італії було долучено область Венето з Венецією.
- Червень 1867 — другий похід Гарібальді на Рим.
- Вересень 1870 — італійські війська вступають до Риму, з якого виведено французький гарнізон (див. франко-прусська війна).
- Червень 1871 — італійську столицю було перенесено до Риму.